# CSR (zespół muzyczny)
CSR (hangul: 첫사랑) – południowokoreański girlsband, który został utworzony przez A2Z Entertainment.

## Nazwa
CSR to skrót od Cheotsarang (dosł. Pierwsza Miłość).

## Członkinie
| Pseudonim   | Pseudonim | Prawdziwe imię | Prawdziwe imię | Data urodzenia      | Pozycja w zespole |
| Latynizacja | Hangul    | Latynizacja    | Hangul         | Data urodzenia      | Pozycja w zespole |
| ----------- | --------- | -------------- | -------------- | ------------------- | ----------------- |
| Geumhee     | 금희      | Han Geumhee    | 한금희         | 4 marca 2005        |                   |
| Sihyeon     | 시현      | Hwang Sihyeon  | 황시현         | 12 marca 2005       |                   |
| Seoyeon     | 서연      | Ahn Seoyeon    | 안서연         | 26 marca 2005       |                   |
| Yuna        | 유나      | Iimura Yuna    | 이이무라 유나  | 23 kwietnia 2005    |                   |
| Duna        | 두나      | Kang Duna      | 강두나         | 28 kwietnia 2005    | liderka           |
| Sua         | 수아      | Yoo Sua        | 유수아         | 23 lipca 2005       |                   |
| Yeham       | 예함      | Goo Yeham      | 구예함         | 7 października 2005 |                   |

## Dyskografia

### Minialbumy
| Rok  | Dane dot. albumu                                                                           | Najwyższa pozycja | Sprzedaż       |
| Rok  | Dane dot. albumu                                                                           | KOR (Circle)      | Sprzedaż       |
| ---- | ------------------------------------------------------------------------------------------ | ----------------- | -------------- |
| 2022 | Sequence: 7272 - Wydany: 28 lipca 2022 - Wytwórnia: CSR E&M - Format: CD, digital download | 16                | - KOR: 17 414+ |
| 2023 | Delight - Wydany: 29 marca 2023 - Wytwórnia: CSR E&M - Format: CD, digital download        | 15                | - KOR: 26 034+ |

### Single

#### Single album
| Rok  | Dane dot. albumu                                                                                      | Najwyższa pozycja | Sprzedaż       |
| Rok  | Dane dot. albumu                                                                                      | KOR (Circle)      | Sprzedaż       |
| ---- | --- | ----------------- | -------------- |
| 2022 | Sequence: 17& - Wydany: 17 listopada 2022 - Wytwórnia: CSR E&M - Format: CD, digital download         | 31                | - KOR: 13 985+ |
| 2024 | L'heure Bleue: Prologue - Wydany: 11 czerwca 2024 - Wytwórnia: CSR E&M - Format: CD, digital download |                   |                |

#### Single cyfrowe
| Rok  | Tytuł                          | Najwyższa pozycja | Album                   |
| Rok  | Tytuł                          | KOR (Down.)       | Album                   |
| ---- | ------------------------------ | ----------------- | ----------------------- |
| 2022 | "Pop? Pop!" (첫사랑)           | 87                | Sequence: 7272          |
| 2022 | "♡Ticon" (LoveTicon, 러브티콘) | 63                | Sequence: 17&           |
| 2023 | "Shining Bright" (빛을 따라서) | 56                | Delight                 |
| 2024 | "Pretty Mob"                   | -                 | L'heure Bleue: Prologue |